# Dorothea Erxleben
Dorothea Christiane Erxleben-Leporin (Quedlinburg, 13 november 1715 – aldaar, 13 juni 1762) was de eerste vrouwelijke arts in Duitsland en voorvechtster op het gebied van universitaire vrouwen-educatie.

## Biografie
Dorothea Leporin werd geboren in 1715 als dochter van Christian Polykarp Leporin sr. (1689-1747) en Anna Sophia Leporin (1681-1757), de dochter van Albert Meinecke. Haar vader was arts in Aschersleben en later huisarts in Quedlinburg. Samen met haar jongere broer, Christian Leporin jr. (1717-1791), werd ze van jongs af aan door haar vader opgeleid in de geneeskunde, zowel theoretisch als praktisch. Vanaf haar zestiende vergezelde ze haar vader op huisbezoek van zijn patiënten en later nam ze ook deel in zijn praktijk.
Geïnspireerd door de Italiaanse wetenschapster Laura Bassi, die een universitair hoogleraarschap had verkregen, besloot ze te strijden voor haar recht om geneeskunde te praktiseren. Ondanks haar grote medische kennis werd het haar onmogelijk gemaakt om aan een universiteit te studeren. Daarop wendde zij zich tot Frederik de Grote, die in 1741 de Maarten Luther-Universiteit van Halle aanwees als de plaats waar ze de kans moest krijgen om te promoveren. In 1742 trouwde Dorothea met de weduwnaar en predikant Johann Christian Erxleben (1697–1759), die uit een eerste huwelijk met haar nicht een zoon en vier dochters had. Omdat het oudste stiefkind nog maar 9 jaar was, maakte zij nog niet direct gebruik van de koninklijke permissie om te mogen promoveren.
Ze begon als arts te praktiseren in haar geboortestad, maar werd door haar collega's voor kwakzalver uitgemaakt, omdat ze geen universitaire opleiding had genoten. Ze verweerde zich in 1742 met het traktaat Gründliche Untersuchung der Ursachen, die das weibliche Geschlecht vom Studiren abhalten (Ned. vertaling: "Een diepgaand onderzoek naar de oorzaken die het vrouwelijke geslacht van het studeren afhouden"). Naast de bezigheden als huisvrouw in haar grote gezin bleef zij praktiseren. In 1747 nam zij de praktijk van haar overleden vader over. Toen een van haar vrouwelijke patiënten tijdens de behandeling stierf, werd zij door andere artsen voor "medisch prutswerk" aangeklaagd.

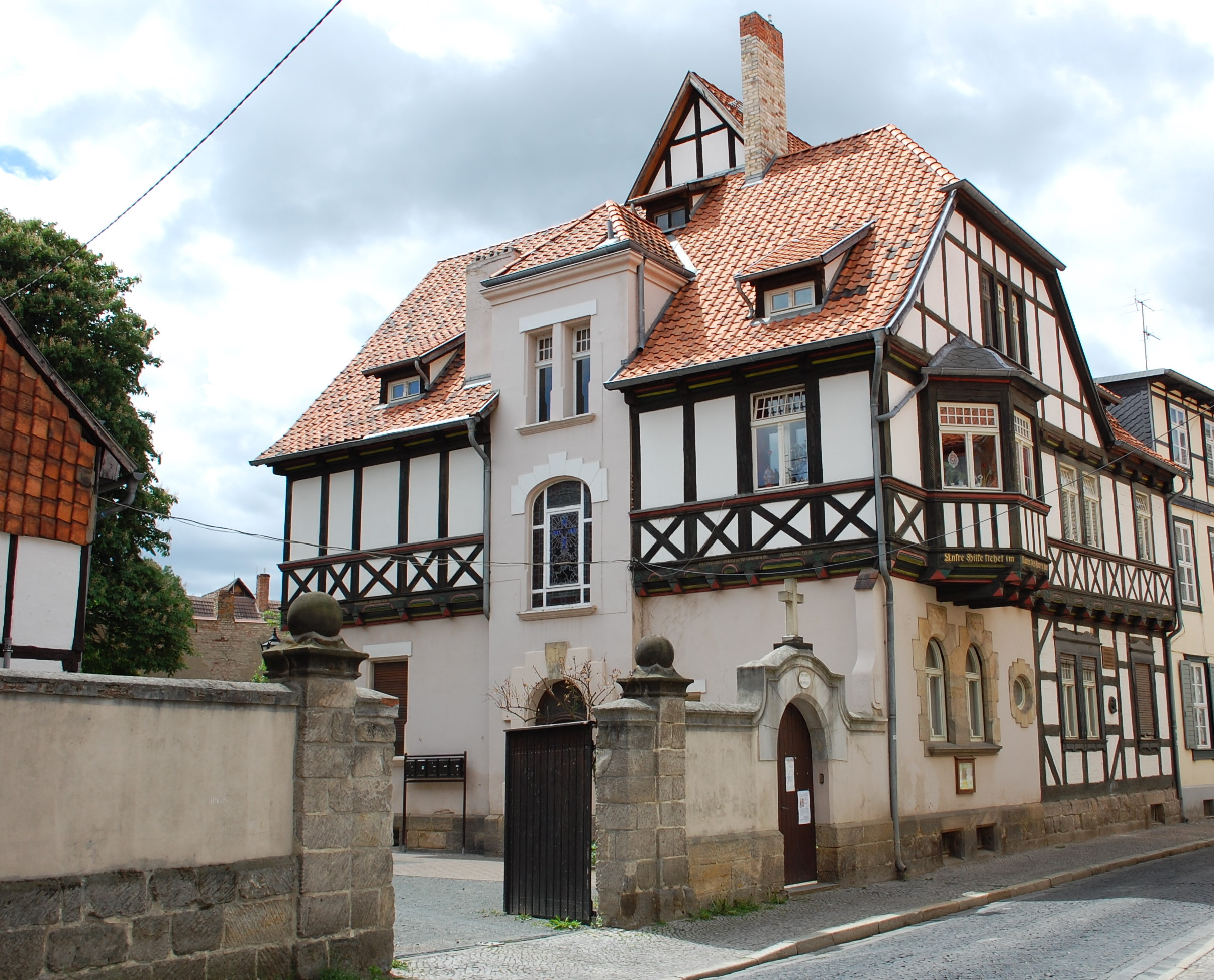
Huis Kaplanei 10 in Quedlinburg, de woon- en werkplaats van Dorothea Christiane Erxleben

Hierop besloot de toen 39-jarige Dorothea, kort na de geboorte van haar vierde kind, alsnog te promoveren. In januari 1754 leverde zij haar proefschrift in met de titel Quod nimis cito ac iucunde curare saepius fiat causa minus tutae curationis. Een Duitse vertaling verscheen in 1755 onder de titel Academische Abhandlung von der gar zu geschwinden und angenehmen, aber deswegen öfters unsichern Heilung der Krankheiten (Ned. vertaling: "Wetenschappelijke verhandeling over te snelle en aangename, maar daarom vaak onzekere genezing van ziektes"). Op 6 mei van hetzelfde jaar mocht zij haar promotie-examen afleggen in Halle, maar niet voordat de Pruisische koning er zijn goedkeuring voor had gegeven. Voor dit examen slaagde zij met uitstekend resultaat. Op 12 juni 1754 werd zij op plechtige wijze door professor Johann Junker tot doctor in de geneeskunde benoemd. Na de promotie leefde zij haar leven zoals daarvoor: zij zorgde voor de kinderen, deed de huishouding en behandelde patiënten. In Quedlinburg bleef zij tot haar dood in 1762 de graag geziene "mevrouw pastoor". Zoals uit een memoriam van haar oudste zoon Friedrich Georg Christian op te maken is, stierf zij aan bloedkanker.

## Familie
In 1742 huwde Dorothea de weduwnaar geworden diaken Johan Christian Erxleben (1697-1759), die uit een eerste huwelijk een zoon en vier dochters meenam. Later werden nog eens vier kinderen geboren, drie zonen (Johann Christian Polycarp (1744-1777), Christian Albert Christoph (1746-1755) en Johann Heinrich Christian (1753-1811), en een dochter, Anna Dorothea (1750-1805).